# 鄧元翰
鄧元翰（1959年6月8日—），舊漢名鄧強，英国外交官，曾任英國駐安哥拉大使、英國駐華副大使及英國在台辦事處代表等職。

## 生涯

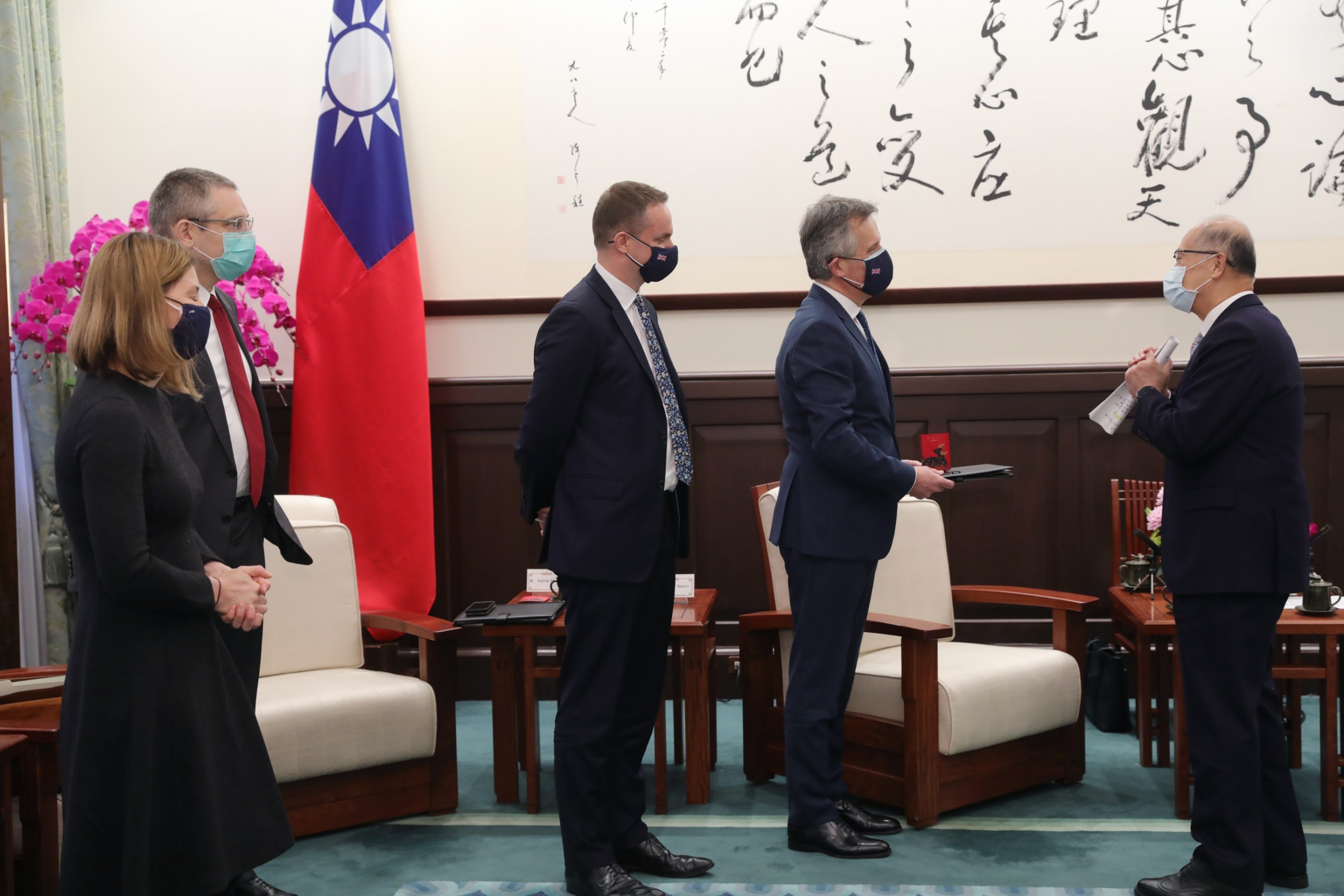
鄧元翰（右二）就任英國駐台代表後，率英國在台辦事處同仁會見中華民國國安會秘書長李大維

鄧元翰於1981年入職英國外交部，擔任坦尚尼亞及烏干達事務官。1982年至1984年間參加全職中文培訓，1985年派赴駐華大使館擔任二等秘書。1987年，鄧氏調返外交部，擔任馬來西亞、新加坡兼汶萊事務處處長至1989年，旋即轉任外交部招募處長。1992年再度駐外，擔任英國駐馬來西亞高級專員公署政治處長。1996年借調至渣打銀行擔任董事長特別顧問為期2年。
1998年復任全職公務員後，鄧元翰擔任英國貿易產業部機動車輛處長。2001年，他再度外派，至印度新德里擔任貿易投資署長，2003年升任駐華大使館副大使（副館長）兼公使，任期結束後返英擔任外交部亞洲司聯合司長。2009年時，鄧元翰曾短暫從事部內的本地員工策略審查工作，但旋即改任非洲司辛巴威處長。2010年，升任非洲司長並主管非洲中南部事務。
2014年2月，鄧元翰接替英國駐安哥拉大使理查·懷爾達許的職務。出使安哥拉期間，他負責掌管英安兩國間的諒解備忘錄簽署進程，引領雙方的合作深化。2018年2月離任，交棒給新任大使潔西卡·漢德，返回倫敦之後，於同年10月擔任倫敦非法野生動物貿易大會聯合司長。2020年12月，出任英國在台辦事處代表。2025年2月離任，由包瓊郁（Ruth Bradley-Jones）接任。

## 個人生活
鄧元翰已婚，育有兩子。其父親約翰·丹尼斯為主教，弟弟休·丹尼斯為演員。